# Natrijev nitrat
Natrijev nitrat je spojina natrijeve soli in dušikove kisline s formulo NaNO3. To je bela trdna snov, ki je zelo topna v vodi. 
Razširjeno se uporablja kot sestava gnojil in pri izdelavi konzervirane hrane (znan je kot aditiv E251), saj ima 
protimikrobne lastnosti. V poznem devetnajstem stoletju so ga uporabljali kot surovino za izdelavo smodnika.
Natrijev nitrat je gorljiv vendar zelo hitro oksidira in njegove toplotne reakcije z reducenti in gorljivimi snovmi lahko povzročijo vžig. Ob oksidaciji nastajajo emisije dušikovih oksidov.